# Roel Schutgens
Roel Joseph Basile Schutgens (Heerlen, 11 november 1978) is een Nederlands jurist. Hij is hoogleraar Algemene Rechtswetenschap aan de Radboud Universiteit Nijmegen. Van 1 januari 2022 tot 1 maart 2025 was hij aan deze universiteit decaan van de Faculteit der Rechtsgeleerdheid.

## Loopbaan
Schutgens studeerde in 2004 cum laude af in de rechtsgeleerdheid en meer specifiek burgerlijk recht aan de Radboud Universiteit Nijmegen. Hij werkte vervolgens aan zijn alma mater als onderzoeker bij de sectie Staatsrecht. Schutgens promoveerde in 2009 cum laude bij Tijn Kortmann en Carla Sieburgh op het proefschrift Onrechtmatige Wetgeving  waarna hij universitair hoofddocent werd in Radboud met als lesopdracht de Inleiding tot de rechtswetenschap. Zijn onderzoek ligt op de grens van het privaat- en het publiekrecht. Hij participeert in de onderzoeksprogramma's 'Grondslagen van het Publiekrecht' en 'Rechtspleging' van het Centrum voor Staat en Recht. In 2010 werd hij op eenendertigjarige leeftijd benoemd tot hoogleraar. Sinds 2019 is Schutgens daarnaast vice-decaan onderwijs bij de Faculteit der Rechtsgeleerdheid van de Radboud Universiteit. Per 1 januari 2022 is Schutgens benoemd tot decaan van de genoemde rechtenfaculteit.  Hij volgt hiermee professor Piet Hein van Kempen op. Roel Schutgens heeft per 1 maart 2025 de functie van decaan neergelegd.

## Bijkomende bezigheden
Schutgens is lid van de redactieraden van Jurisprudentie Bestuursrecht en het Rechtsgeleerd Magazijn Themis. Hij is rechter-plaatsvervanger bij de rechtbank Gelderland. Schutgens heeft driemaal de titel ‘hoorcollegedocent van het jaar’ gekregen (2012, 2015 en 2016) en eenmaal de titel ‘werkgroepdocent van het jaar’ (2009). Hij leverde een reeks van vijf bijdragen "recht" aan de Universiteit van Nederland.

## Sinterklaascollege
Zijn Sinterklaascolleges verkregen nationale media-aandacht omdat hij in zo'n college de laatste vijf minuten aan de piano Sinterklaasliedjes zingt waarbij de studenten meezingen. Schutgens doet het als een eerbetoon aan zijn promotor, de in 2016 overleden Tijn Kortmann die met Sinterklaas een college gaf op rijm. Vanwege Corona zijn de Sinterklaasliedjes in 2021 achterwege gebleven in dit college.